# Todtnauer Wasserfall
Der Todtnauer Wasserfall, auch Todtnauberger Wasserfall oder Hangloch-Wasserfall genannt, befindet sich zwischen Todtnauberg und Aftersteg, zwei Ortschaften, die zu Todtnau gehören. An diesem Wasserfall stürzt das Wasser über fünf Stufen teils frei, teils gleitend insgesamt 97 Meter in die Tiefe. Der Hangloch-Wasserfall gehört damit zu Deutschlands höchsten Wasserfällen. Die vorletzte und höchste Stufe misst 60 Meter und ist damit die bei weitem höchste Einzelstufe der deutschen Mittelgebirge.

## Beschreibung
Der Wasserfall wird vom Stübenbächle („Stiebender Bach“) gebildet, der im Gebiet des Stübenwasen im Feldberggebiet entspringt. Er durchfließt zunächst das nach Südwesten offene, von Wiesen geprägte Hochtal von Todtnauberg. Unterhalb des Zinkens Hangloch ist der Talboden bewaldet, und der Bach stürzt unvermittelt in eine Felskerbe mit zwei wenige Meter hohen Fallstufen. Nach kurzer Fließstrecke folgt ein wuchtig polternder Fall von ungefähr 12 Metern Höhe. Gefällearm und verzweigt erreicht er dann die nach Süden offene, breite Fallkante der rund 60 Meter hohen, vielfach gegliederten Hauptstufe. Oberhalb und unterhalb davon queren Stege den Bach. Nach einem letzten, 4 Meter hohen Absatz rauscht das Stübenbächle weitere 140 Meter zunächst steil hinab zur Stiebenmatte und dann zur Mündung in den Schönenbach.
In einer Entfernung von 300 Metern östlich der oberen Fallstufe befindet sich der Monolith Schatzstein. In diesen Stein sind noch nicht klar gedeutete Zeichen eingehauen. Bekannt ist lediglich, dass es Markscheider-Zeichen über die Lage der Gruben im Bereich oberhalb des Wasserfalls sind. Auf einem Weg von Aftersteg zu den Wasserfällen befindet sich auf halber Strecke eine Mariengrotte.

## Entstehung
Der Todtnauer Wasserfall ist in den letzten Eiszeiten durch Gletscher-Erosion an einer geologischen Störungslinie entstanden. Ursprünglich floss das Eis aus dem Todtnauberger Hochtal in den Gletscher des Schönenbachtales, der seinerseits den Gletscher des Wiesentales verstärkte. Der Gletscher des Stübenbächles hatte nicht die Kraft, das Tal so tief einzuschneiden wie der mehrere hundert Meter mächtige Gletscher des Schönenbachtales. So entstand das heutige Hängetal über der 170 Meter hohen Mündungsstufe ins Schönenbachtal. Sie besteht aus widerstandsfähigem Metatexitgestein, in welches das Stübenbächle seither nur kleine Kerben und Fallstufen hat einschneiden können.

## Kultur und Nutzungen
In dem Gebiet wurde bis ins 18. Jahrhundert Silbererz abgebaut, es ist deshalb von Stollen durchzogen. Auf einen dieser Stollen, das Hangloch, bezieht sich der zweite Name dieses Wasserfalles.
Die Todtnauer Wasserfälle werden pro Jahr von über 500.000 Besuchern besichtigt. Der Wasserfall ist von Parkplätzen der Orte Todtnauberg und Aftersteg aus erreichbar. Der Weg von Aftersteg zum Fußpunkt des Wasserfalls wurde barrierefrei angelegt, unterstützt vom Naturpark Südschwarzwald. Auch wenn die Triberger Wasserfälle und der Todtnauer Wasserfall oft als die höchsten Wasserfälle bzw. die höchsten Naturwasserfälle Deutschlands bezeichnet werden, so sind sie doch nur die höchsten der deutschen Mittelgebirge. Sie werden jedoch beide von mehreren Wasserfällen in den bayerischen Alpen bei weitem übertroffen; der höchste von ihnen ist der schwer zugängliche Röthbachfall am oberbayerischen Obersee, der eine Gesamthöhe von 470 Metern Höhe aufweist.
Der gesamte Wasserfall ist weitgehend naturbelassen und steht seit dem 13. Juli 1987 als flächenhaftes Naturdenkmal unter Schutz. Der Zugang von Aftersteg führt an einem weiteren Naturdenkmal vorbei, einer ca. 300 Jahre alten Rotbuche (frühere Weidbuche).

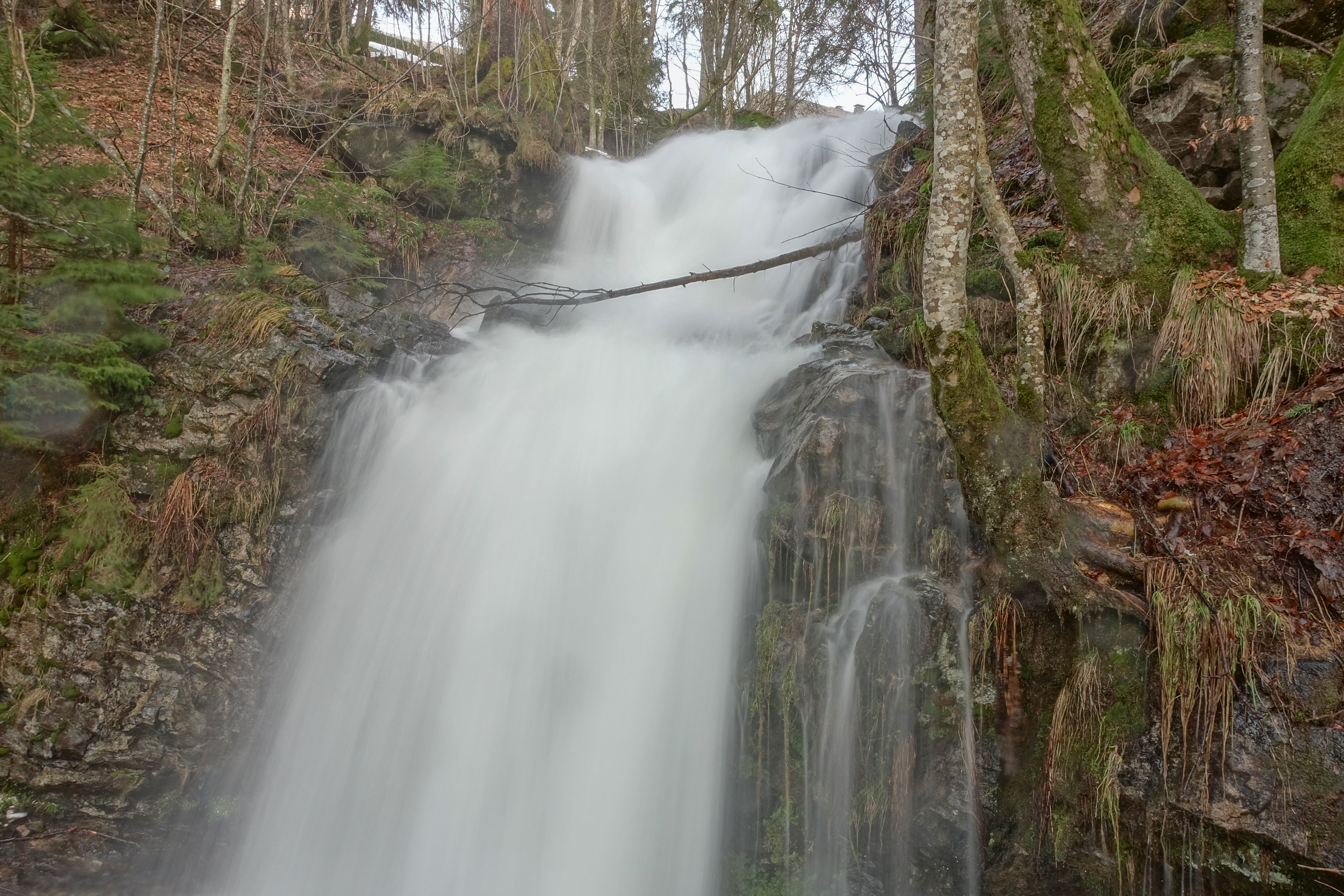
Oberste Doppelstufe
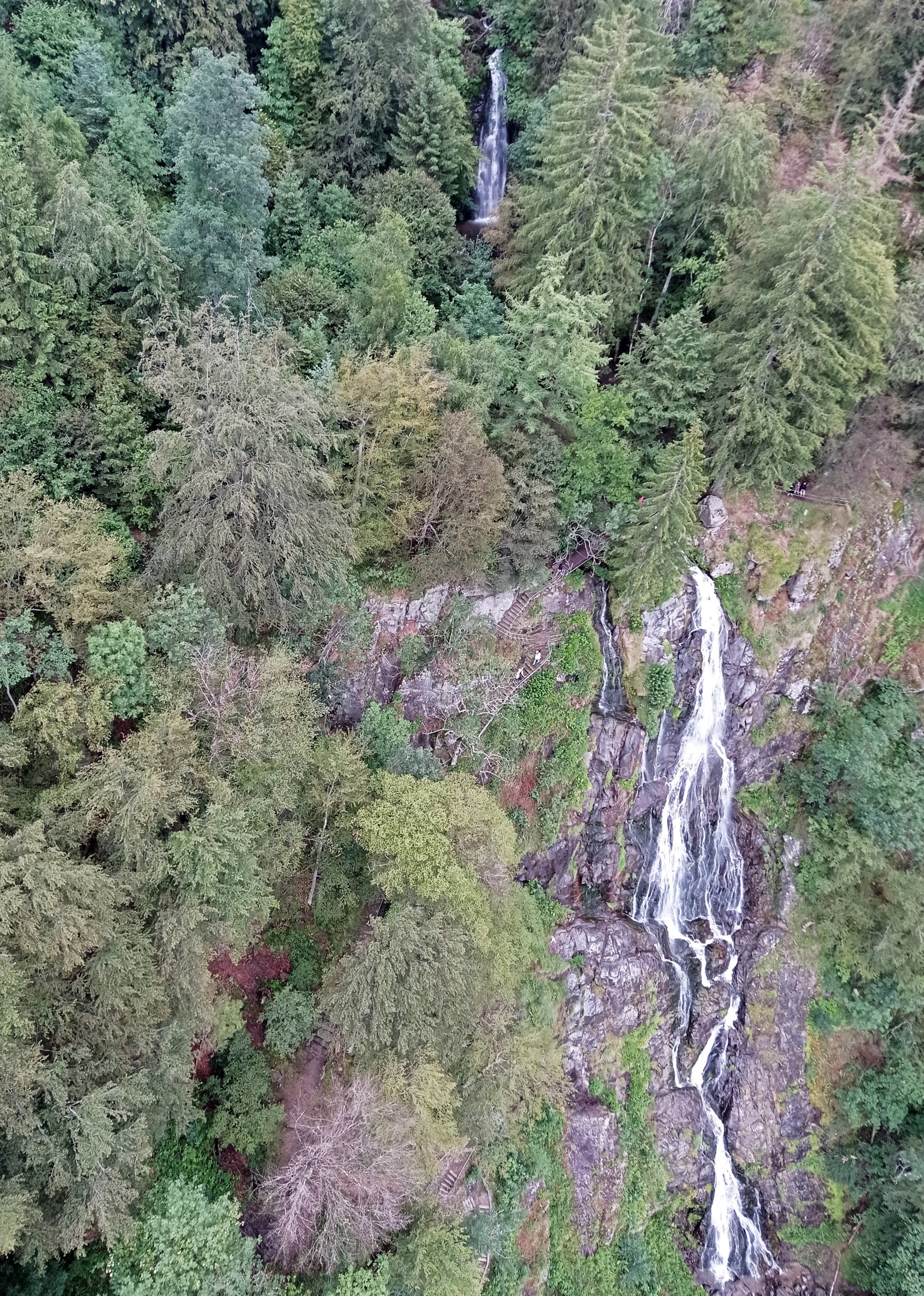
Mittlere und untere Stufe von der Hängeseilbrücke aus
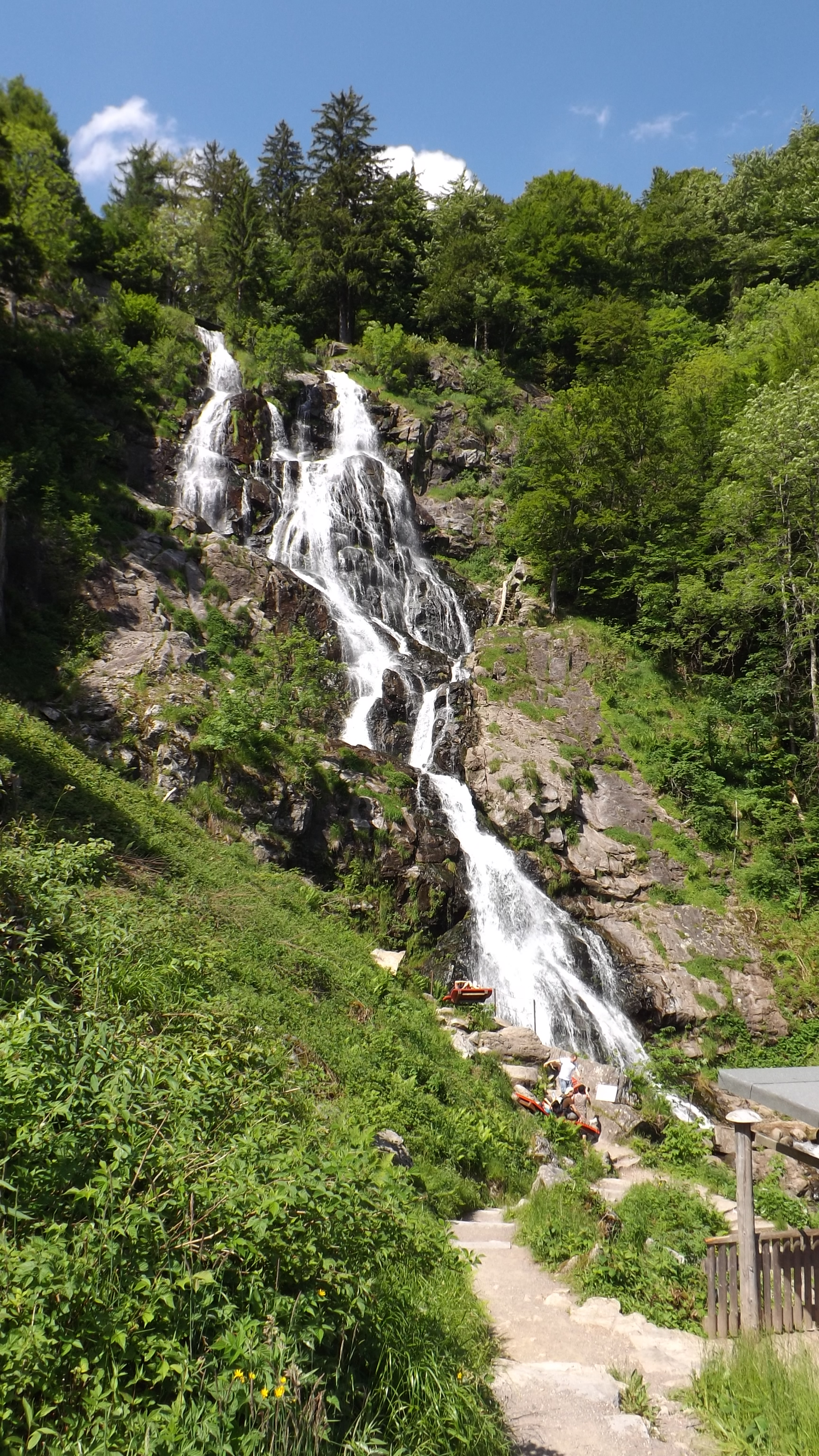
Die 60 m hohe Hauptstufe
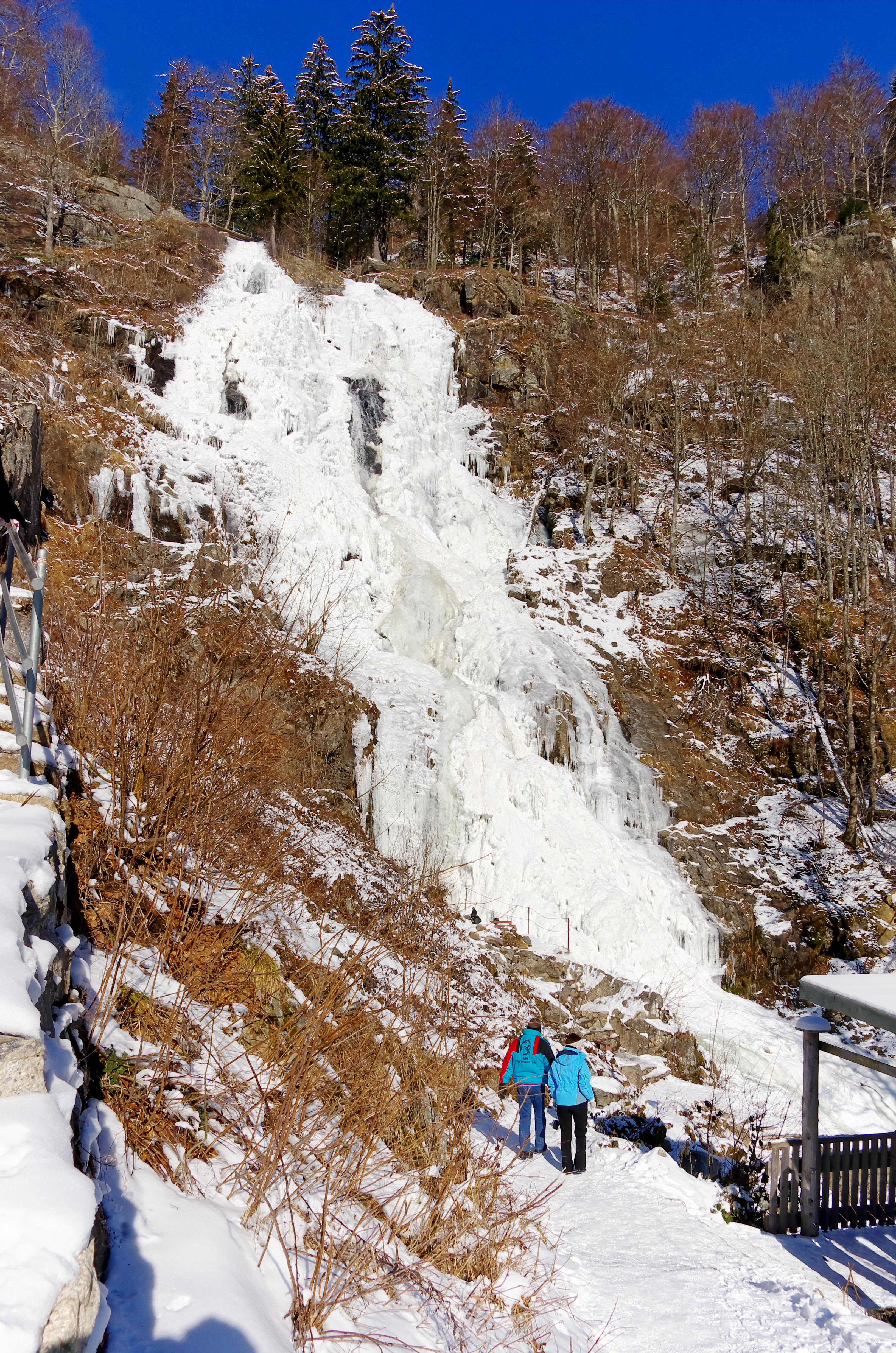
Die Hauptstufe im Winter
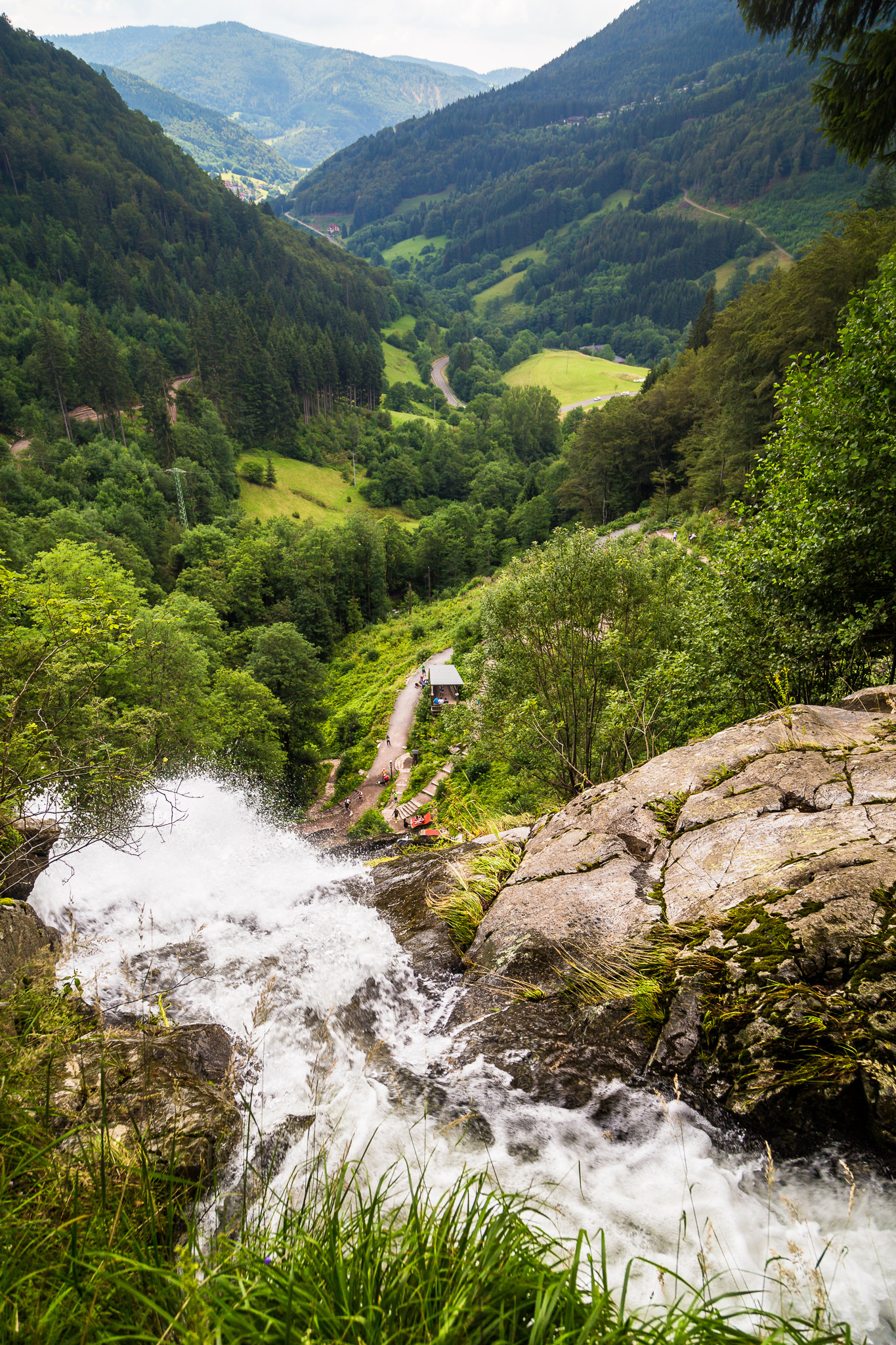
Blick von der Fallkante ins Tal des Schönenbachs
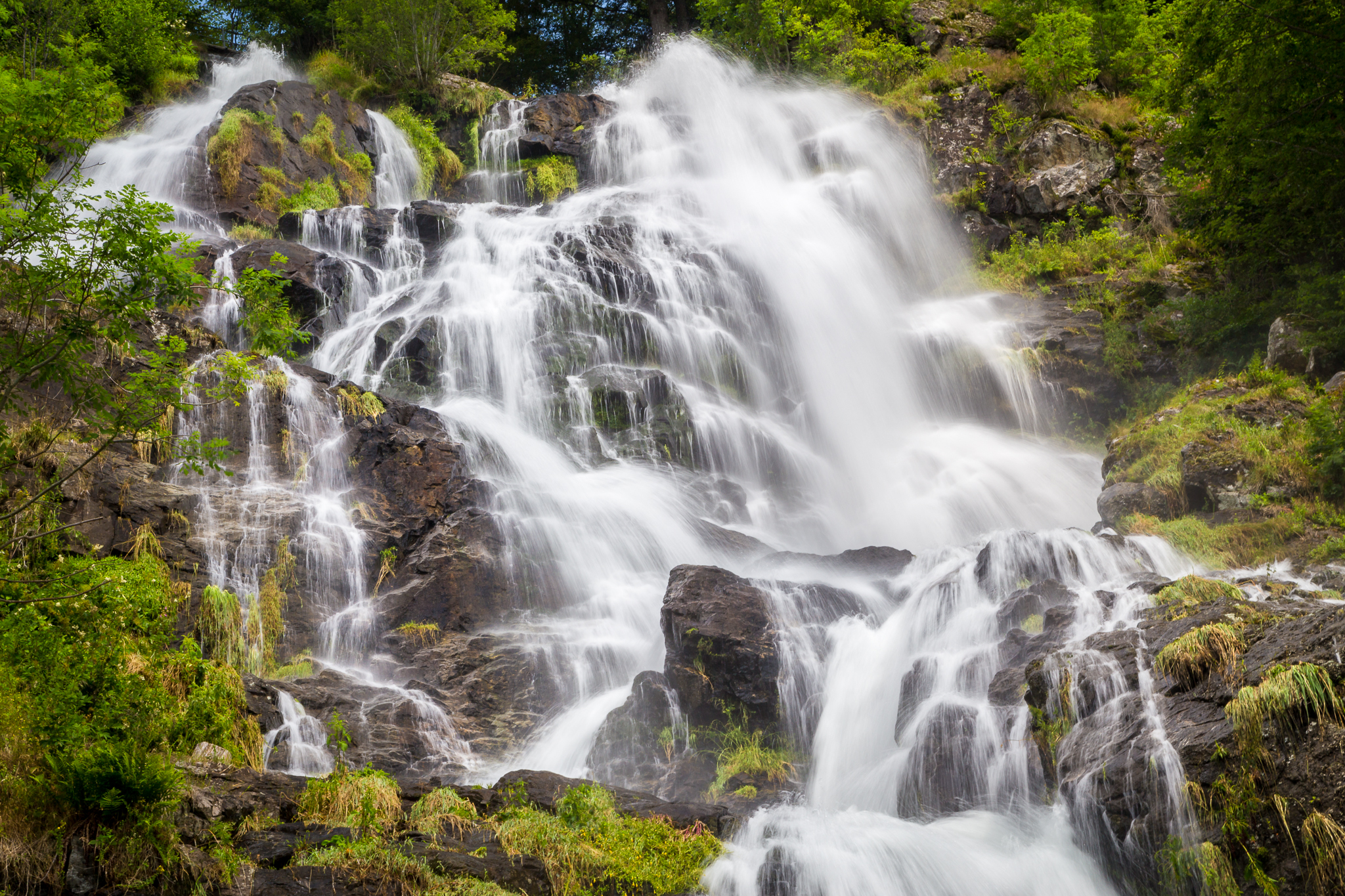
Die 20 Meter breite Hauptstufe unterhalb der Fallkante

### Die Hängebrücke
Zu Pfingsten 2023 wurde eine 450 Meter lange Hängeseilbrücke „Blackforestline“ über den Todtnauer Wasserfall eröffnet, die in etwa 120 Meter Höhe über dem Talgrund verläuft. Die Brücke selbst ist 730 Tonnen schwer, der Laufsteg wiegt 55 Tonnen.
Die Idee entstand 2017, im Oktober 2021 verabschiedete der Todtnauer Stadtrat den Bebauungsplan. Im September 2022 erfolgte der erste Spatenstich.
Investor ist die Eberhardt Bewehrungsbau GmbH die bereits über eine Tochtergesellschaft die Besucherhängebrücke Wildline in Bad Wildbad betreibt und beim Bau des Rottweiler Elevator-Testturms von Thyssenkrupp involviert war. Es wurden rund 5 Millionen Euro investiert und es werden jährlich etwa 100 000 Besucher erwartet.
Für die Benutzung der Brücke wird Eintritt verlangt, 2024 kostet das Tagesticket (Kombiticket Brücke & Wasserfall) für Erwachsene 12 Euro.

Hängeseilbrücke „Blackforestline“
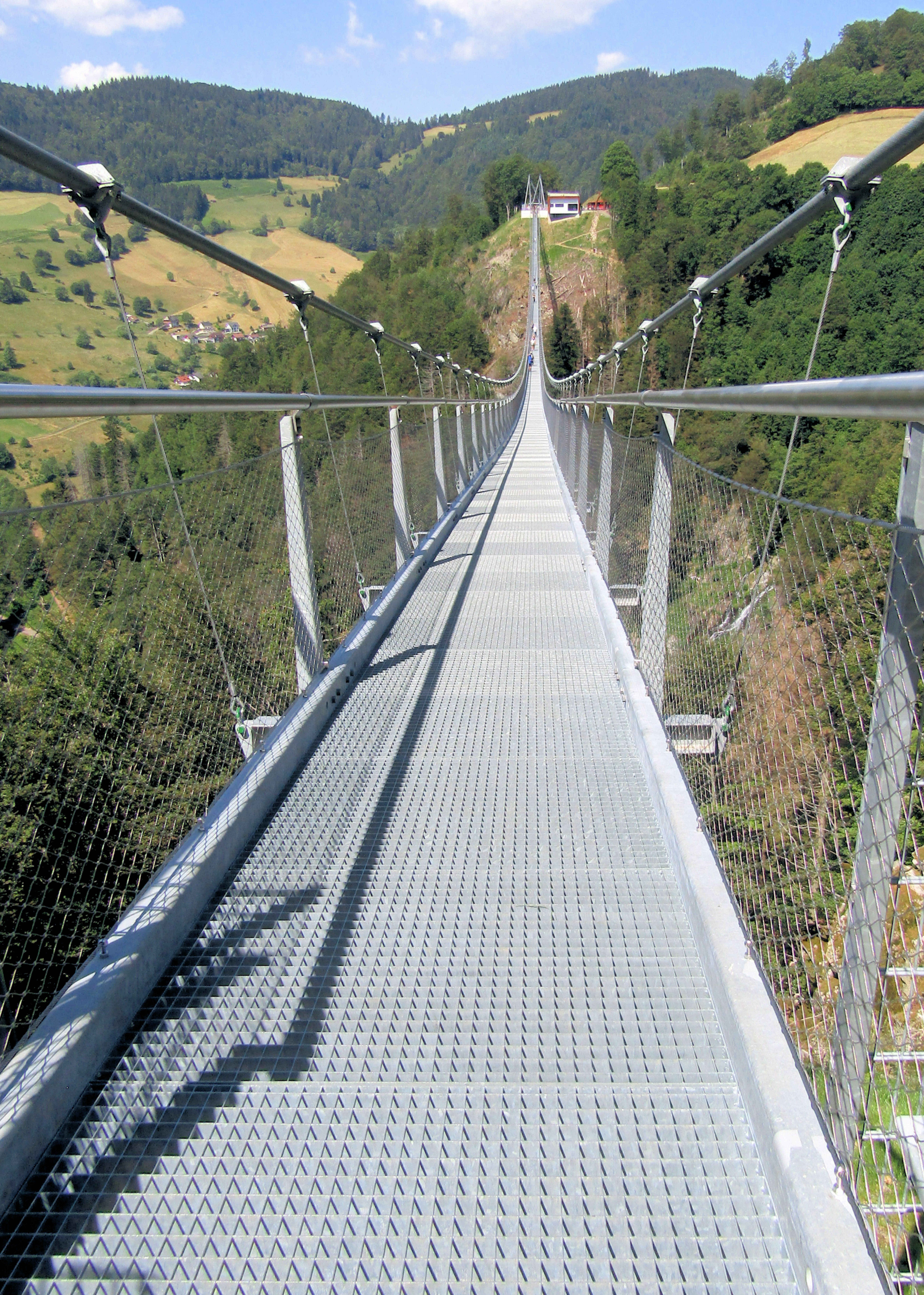
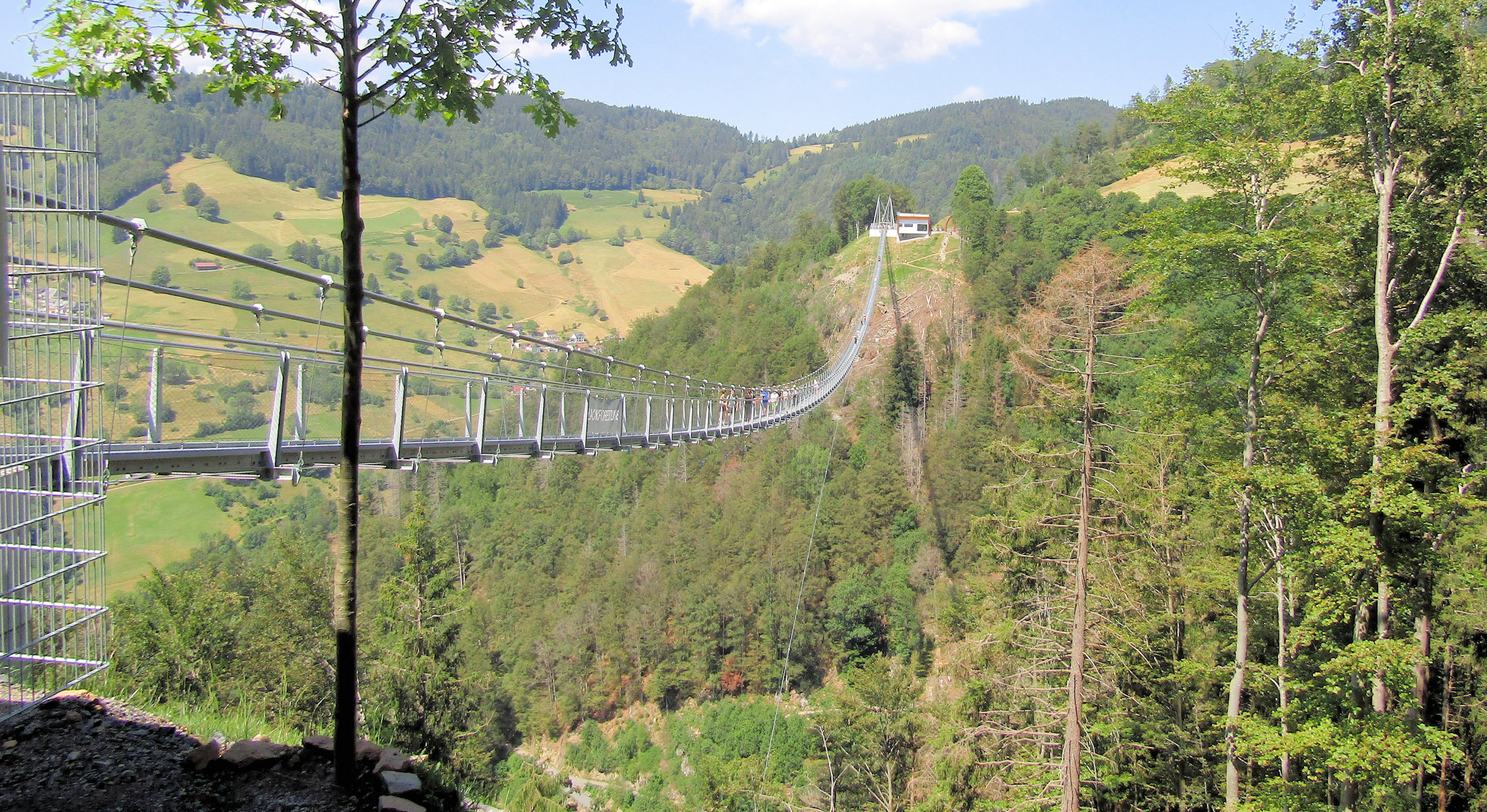
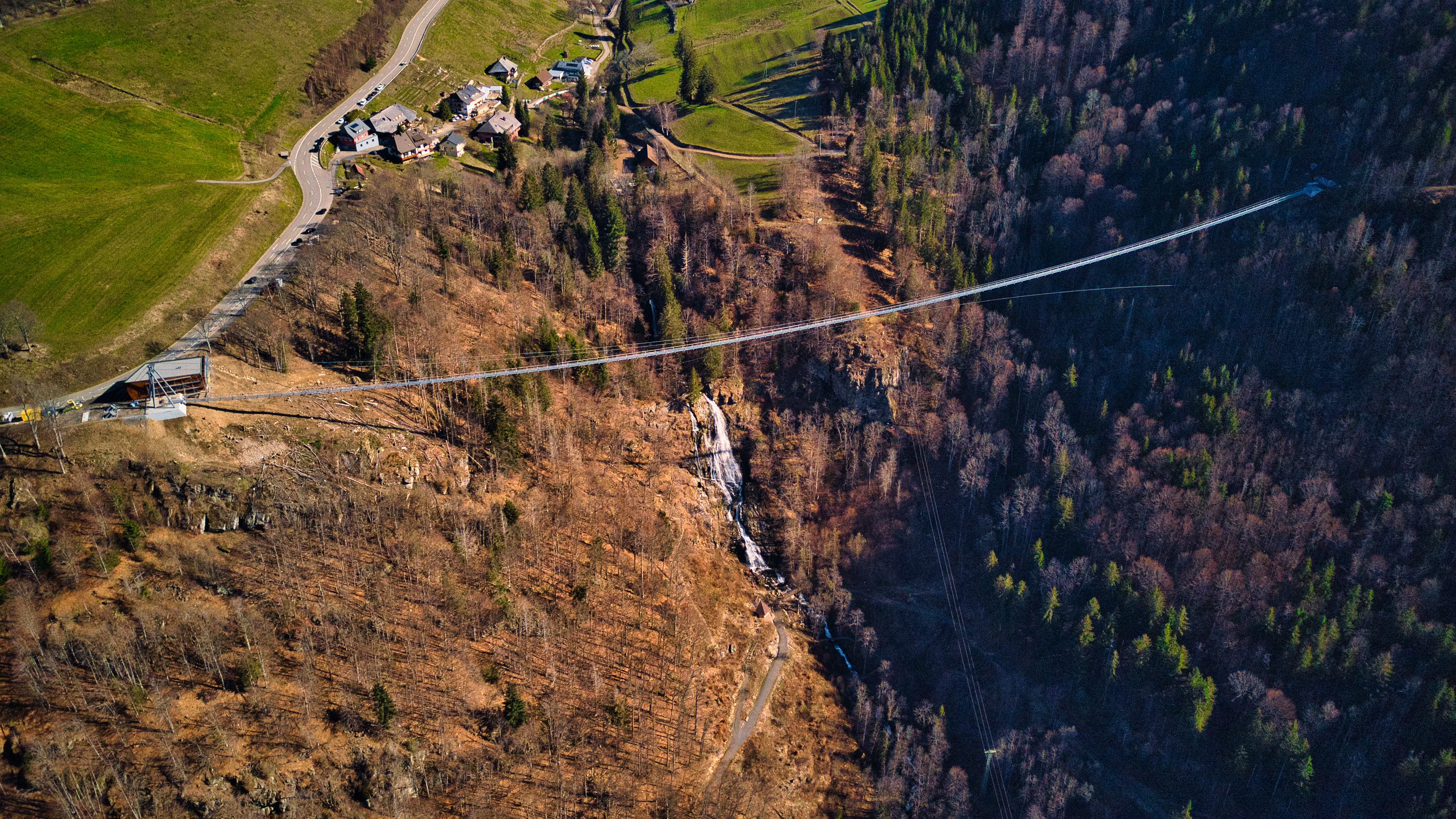